# The Peach Girl
The Peach Girl (xinès:桃花泣血記)  També coneguda com a "Peach Blossom Weeps Tears of Blood", és una pel·lícula xinesa muda del 1931, amb intertítols en xinès i anglès escrita i dirigida per Bu Wancang. El repartiment inclou algunes de les principals estrelles de cinema de l'època, com l'actor Jin Yan, considerat el Rodolfo Valentino asiàtic,  i les actrius Ruan Lingyu i Zhou Lili. La pel·lícula va ser produïda per la Lianhua Film Company.

## Argument
A nivell conceptual el film té una premissa argumental similar a la pel·lícula de Shi Dongshan, "Two Stars of the Milky Way" , amb una història que també pertany al gènere literari de l'Escola dels ànecs mandarins i de les papallones. La pel·lícula com altres de l'època incorpora elements recurrents com son les dicotomìes camp i ciutat, pobresa i riquesa, vir tud i vici.
The Peach Girl explica la relació del rei Teh-en (Jin Yan), fill d'un terratinent ric, i la senyoreta Lim (Ruan Lingyu), la filla d'un pastor pobre.
La pel·lícula està ambientada a la Xina rural, on Teh-en i Miss Lim comparteixen una estreta amistat durant la seva infància malgrat la bretxa social entre les seves famílies. A mesura que creixen, el seu vincle s'aprofundeix en un romanç apassionat. Tanmateix, la mare de Teh-en, que té punts de vista tradicionals sobre la classe, s'oposa amb vehemència a la seva relació. Ella demana que Teh-en cessi totes les interaccions amb Lim i els vilatans menys privilegiats. Desafiant els desitjos de la seva mare, Teh-en continua veient Lim en secret. Teh-en decideix portar Lim a la ciutat, amb l'esperança de mantenir la seva relació entre ells allunyada de mirades indiscretes. No obstant això, el seu romanç es descobreix i la mare de Teh-en l'obliga a deixar Lim. Incapaç de negar els seus sentiments, Teh-en l'amaga prometent-li casar-se amb ella. El pare de Lim, preocupat per la seva absència, els troba junts i obliga la parella a enfrontar-se a la mare de Teh-en. La mare de Teh-en ofereix diners al pare de Lim i l'acomiada de la feina. Teh-en es veu obligat a casar-se amb una dona de la seva pròpia classe, deixant a Lim desconsolada i abandonada. Lim, ara sola, descobreix que està embarassada i torna a casa avergonyida; dóna a llum el seu fill, però aviat es posa una malalta. El seu pare, havent perdut la feina, lluita per tenir cura d'ella i del nounat. Un home gran del poble fa una proposta a Lim amb l'esperança d'aprofitar-se del seu estat de vulnerabilitat, però ella es nega. Teh-en s'assabenta de l'estat d'ella i s'afanya a veure-la, desafiant els desitjos de la seva mare. Ell arriba quan Lim està al llit de mort, i ella mor poc després de la seva arribada. Després de la mort de Lim, la mare de Teh-en, emocionada per la tragèdia, accepta el nen a la família. Ella permet que la tomba de Lim es col·loqui a la terra de la família, reconeixent finalment la relació entre Teh-en i Lim.

## Repartiment

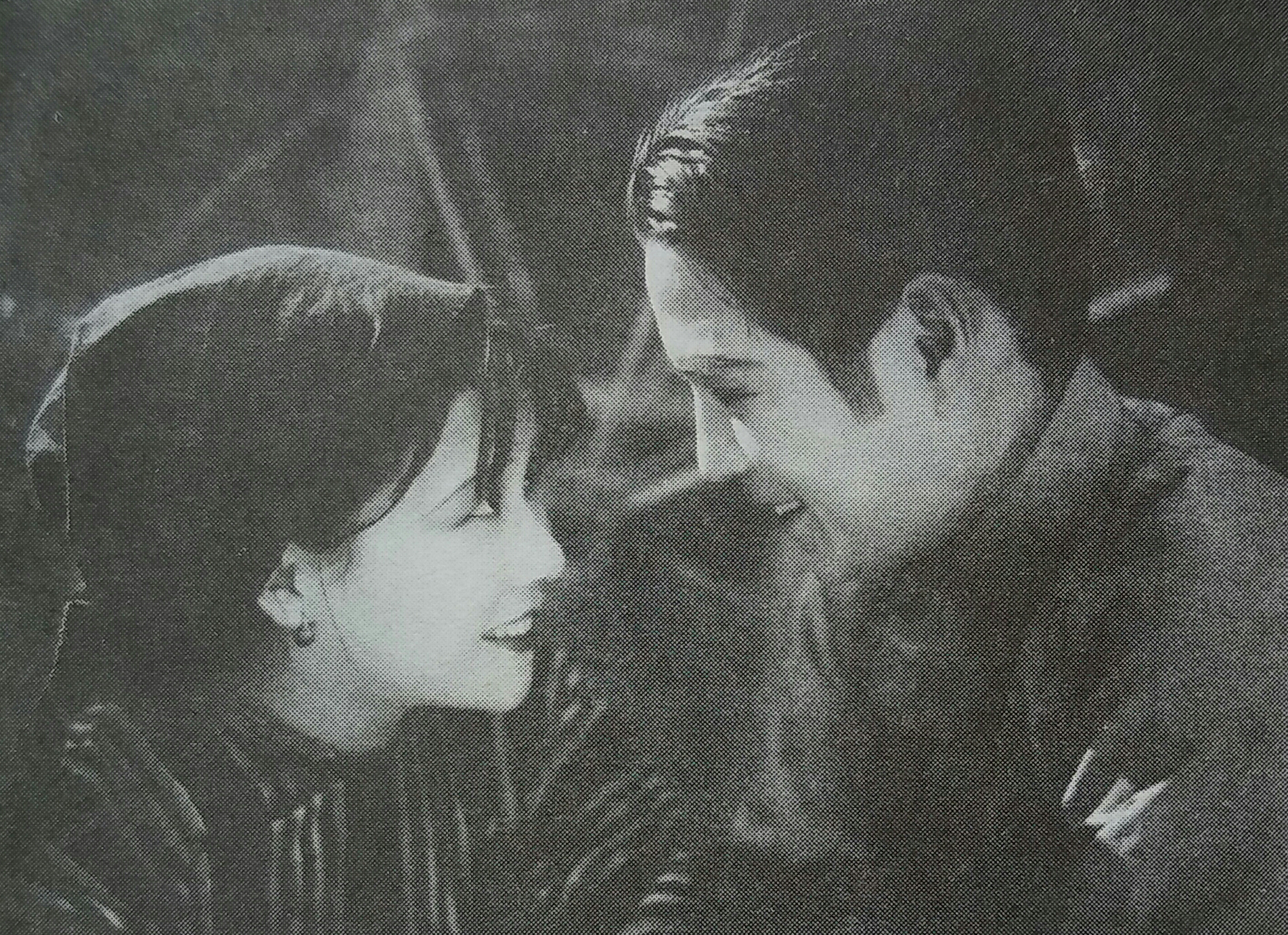
Escena de la pel·lícula

| Actor/Actriu | Paper                |
| ------------ | -------------------- |
| Ruan Lingyu  | Lim                  |
| Jin Yan      | King Teh-en          |
| Li Shiyuan   | Mare de Teh-en       |
| Wang Guilin  | Loo Chi, pare de Lim |
| Li Yanzhu    | Mare de Lim          |
| Y.C. Lay     | Chow Chuen Chen      |
| Han Langen   | Slim                 |
| Liu Jiqun    | Fatty                |
| Y.C. Wong    | Mare de Chow         |